# Australopilus
Australopilus — рід грибів родини Boletaceae. Назва вперше опублікована 2012 року.

## Класифікація
До роду Australopilus відносять 1 вид:
- Australopilus palumanus